# Метагідроксид заліза

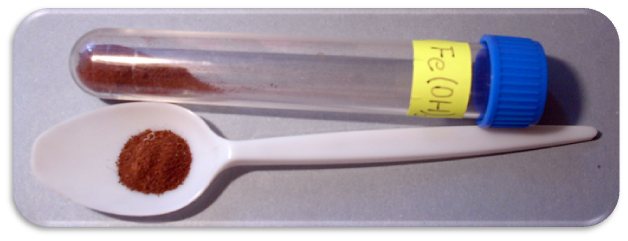
Приклад речовини

Метагідроксид заліза — складна неорганічна речовина з хімічною формулою FeO(OH). Є амфотерним гідроксидом з величезним переважанням осно́вних властивостей. Є продуктом атмосферної корозії заліза. Забарвлений у світло-коричневий колір, темно-оранжевий або жовтий колір, залежно від ступеня гідратації, розміру та форми частинок, а також їх кристалічної структури.
При нагріванні розкладається без плавлення до води та оксиду заліза(III). Не розчиняється у воді. Осідає з розчину у вигляді бурого аморфного полігідрату Fe2O3 · nH2O, який при витримуванні під розведеним лужним розчином або при висушуванні переходить у FeO(OH). Виявляє слабкі окисні та відновлювальні властивості.
У природі — оксидна руда заліза лімоніт Fe2O3 · nH2O та мінерал гетит FeO(OH).
Застосовується як основа жовтих мінеральних фарб та емалей, поглинач газів, що відходять, каталізатор в органічному синтезі.